# Amalienhütte
Amalienhütte ist eine Industriesiedlung in der nordrhein-westfälischen Stadt Bad Laasphe auf der Gemarkung des Stadtteils Niederlaasphe. Der Ort ist aus der Ansiedlung bei dem gleichnamigen Eisenwerk hervorgegangen (siehe Amalienhütte bei Bad Laasphe).

## Geographische Lage

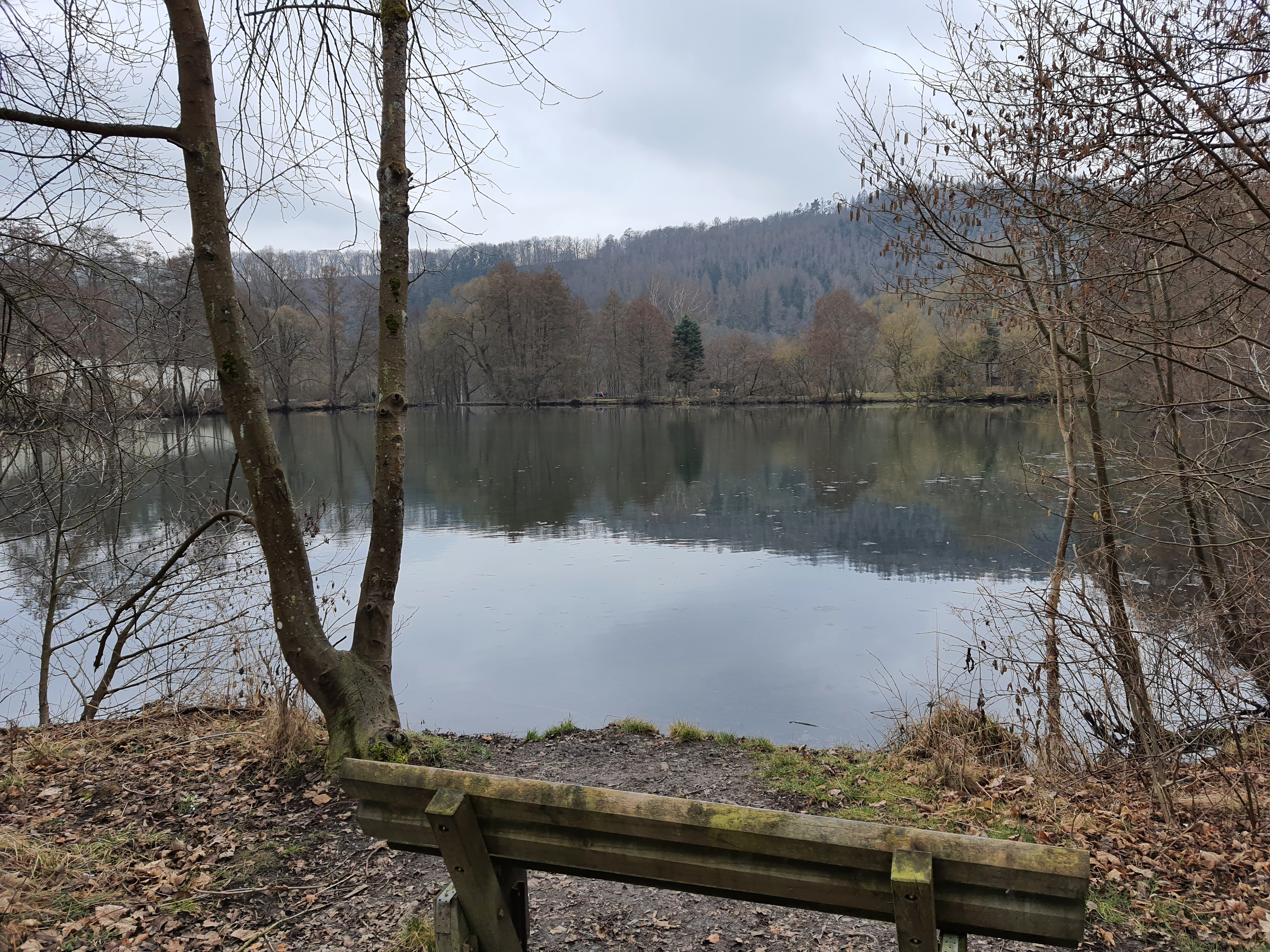
Der Amalienhütter Weiher (2021)

Amalienhütte liegt nordwestlich von Breidenstein, südöstlich von Niederlaasphe und südwestlich von Wallau am Rande des Wittgensteiner Landes, unmittelbar an der Landesgrenze zu Hessen, im Tal der Lahn (Naturraum „Oberes Lahntal“).

## Geschichte
Die Geschichte des Ortes ist eng mit der des gleichnamigen Eisenwerks verbunden. Für Details siehe dort.
Als die amerikanischen Soldaten am Ende des Zweiten Weltkriegs (am 29. März 1945) mit ihren Panzern von Wallau in Hessen kommend den Anmarsch auf Niederlaasphe fortsetzen wollten, wurde ihnen am Amalienhütter Weiher die Durchfahrt versperrt; vom Volkssturm gefällte Bäume liegen quer auf der Reichsstraße 62 (heute B 62). Die Amerikaner umfuhren jedoch die Sperre und zogen am Bahnhof Amalienhütte vorbei, über das schmale „Laus Brückelchen“ zurück auf die Hauptstraße.

## Verkehr

### Straßenverkehr
Durch den Ort führt die Bundesstraße 62, die ihn mit Bad Laasphe und Wallau verbindet, wo sie auf die B 253 trifft.

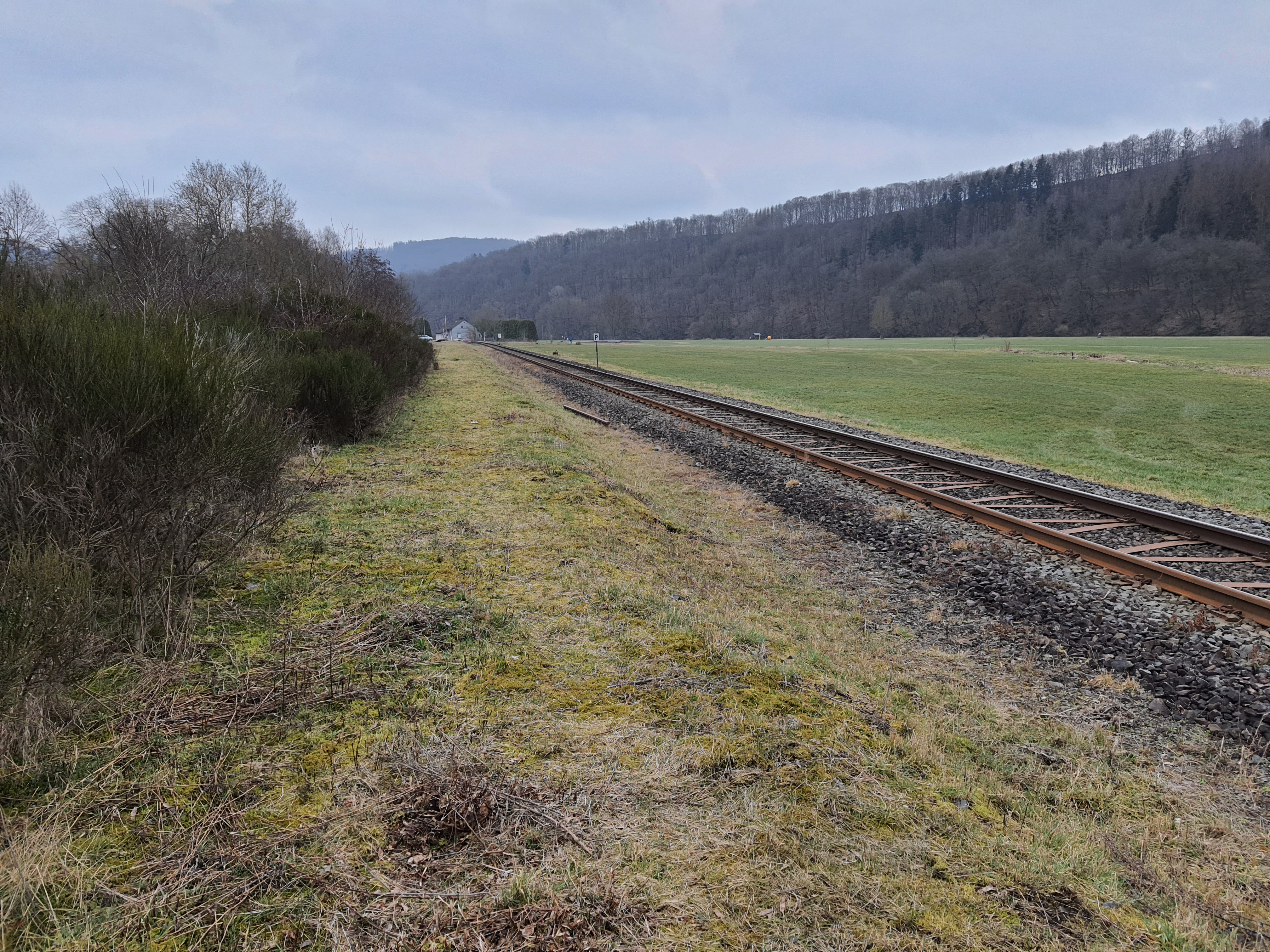
Der ehemalige Haltepunkt Amalienhütte (2021)

### Öffentliche Verkehrsmittel
Heute ist der Ort durch folgende Buslinie über die Haltestelle Amalienhütte an das ÖPNV-Netz des ZWS angebunden:
- R35: Bad Laasphe–Niederlaasphe–Wallau (und zurück)

Zeitweise existierte für die Amalienhütte ein Bahnhof an der Oberen Lahntalbahn. Um 1900 wurde ein neues Bahnhofsgebäude und 1906 ein Stellwerk in Betrieb genommen. Nach dem Zweiten Weltkrieg kam jedoch der Niedergang des Hüttenwerkes und des Bahnhofs. 1956 wurde der Bahnbeamte abgezogen und der Bahnhof zum Haltepunkt herabgestuft. Am 1. Oktober 1975 wurde die Amalienhütte geschlossen und am 8. August 1977 das Bahnhofsgebäude abgerissen. Der Haltepunkt wurde schließlich zu Beginn des Sommerfahrplans am 26. Mai 1978 aufgelassen.

## Kultur und Sehenswürdigkeiten

### Museen

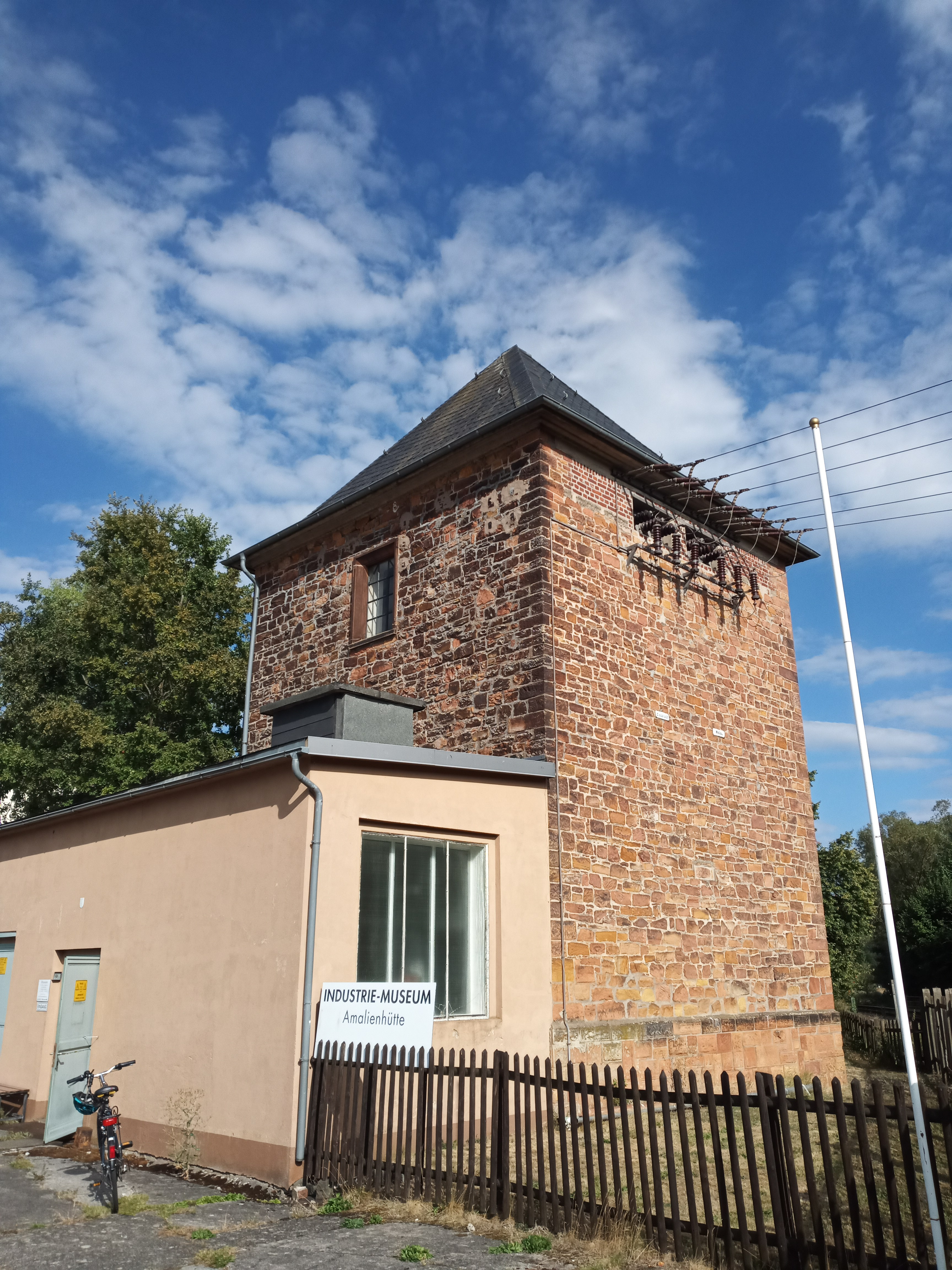
Das Industriemuseum Amalienhütte (2022)

Das Transformatorenhaus des ehemaligen Hüttenwerks beheimatet heute ein technisches Hüttenmuseum. Es ist das einzige Museum auf einem Gelände der ehemals zahlreichen Hütten in der Lahn-Dill-Region und erinnert an die bedeutenden Zeiten der dortigen Eisengewinnung und -verarbeitung.

### Natur
Am Rande der Siedlung liegt der rund 1,2 ha große Amalienhütter Weiher (auch Hüttenweiher Amalienhütte), er war einst die größte Wasserfläche in Wittgenstein. Unterhalb der Siedlung befindet sich der Hausberg „Entenberg“ (535 m), der ein beliebtes Wanderziel und einen Startpunkt für Gleitschirmflieger darstellt.